# Neurotoksyny
Neurotoksyny − rodzaj toksyn działających na układ nerwowy. W przypadku dawek letalnych śmierć może nastąpić nawet w ciągu kilku minut w wyniku uduszenia na skutek ostrego paraliżu mięśni oddechowych.

## Objawy zatrucia
Głównymi objawami zatrucia neurotoksynami są:
- drżenie mięśni
- oszołomienie
- brak akomodacji oczu
- ciężki oddech
- drgawki.

## Naturalne źródła neurotoksyn
Neurotoksyny są wytwarzane przez szereg organizmów, zarówno mikroorganizmy, jak i rośliny (np. eskulina w kasztanowcu kalifornijskim) i zwierzęta.

### Sinice
Jedną z grup organizmów produkujących neurotoksyny są sinice, przy czym toksyny oddziałujące na układ nerwowy są rzadszą klasą cyjanotoksyn niż toksyny oddziałujące na wątrobę. Do neurotoksyn sinicowych należą przede wszystkim alkaloidy: anatoksyna-a wraz z homoanatoksyną-a (wytwarzane przez niektóre gatunki i szczepy z rodzajów Aphanizomenon, Anabaena, Arthrospira, Cylindrospermum, Oscillatoria i Planktothrix), anatoksyna-a(s) (guanitoksyna; wytwarzana głównie przez różne gatunki anaben), saksitoksyna wraz z neosaksitoksynami (wytwarzane przez przedstawicieli rodzajów Aphanizomenon, Anabaena, Cylindrospermopsis i Lyngbya) oraz aminokwas β-metylamino L-alanina (wytwarzany przez symbionta sagowców – trzęsidło (Nostoc), choć postulowane jest wytwarzanie również przez inne sinice).

### Bruzdnice
Wśród rodzajów bruzdnic wytwarzających saksitoksynę i jej pochodne są Alexandrium, Gymnodinium i Pyrodinium.

### Laseczka jadu kiełbasianego
Laseczka jadu kiełbasianego (Clostridium botulinum) wytwarza jad kiełbasiany.

### Węże
Neurotoksyny występują w jadzie wielu węży z rodziny zdradnicowatych, w tym kobry, mamby i Bungarus.

## Charakterystyka wybranych neurotoksyn

### Anatoksyna-a

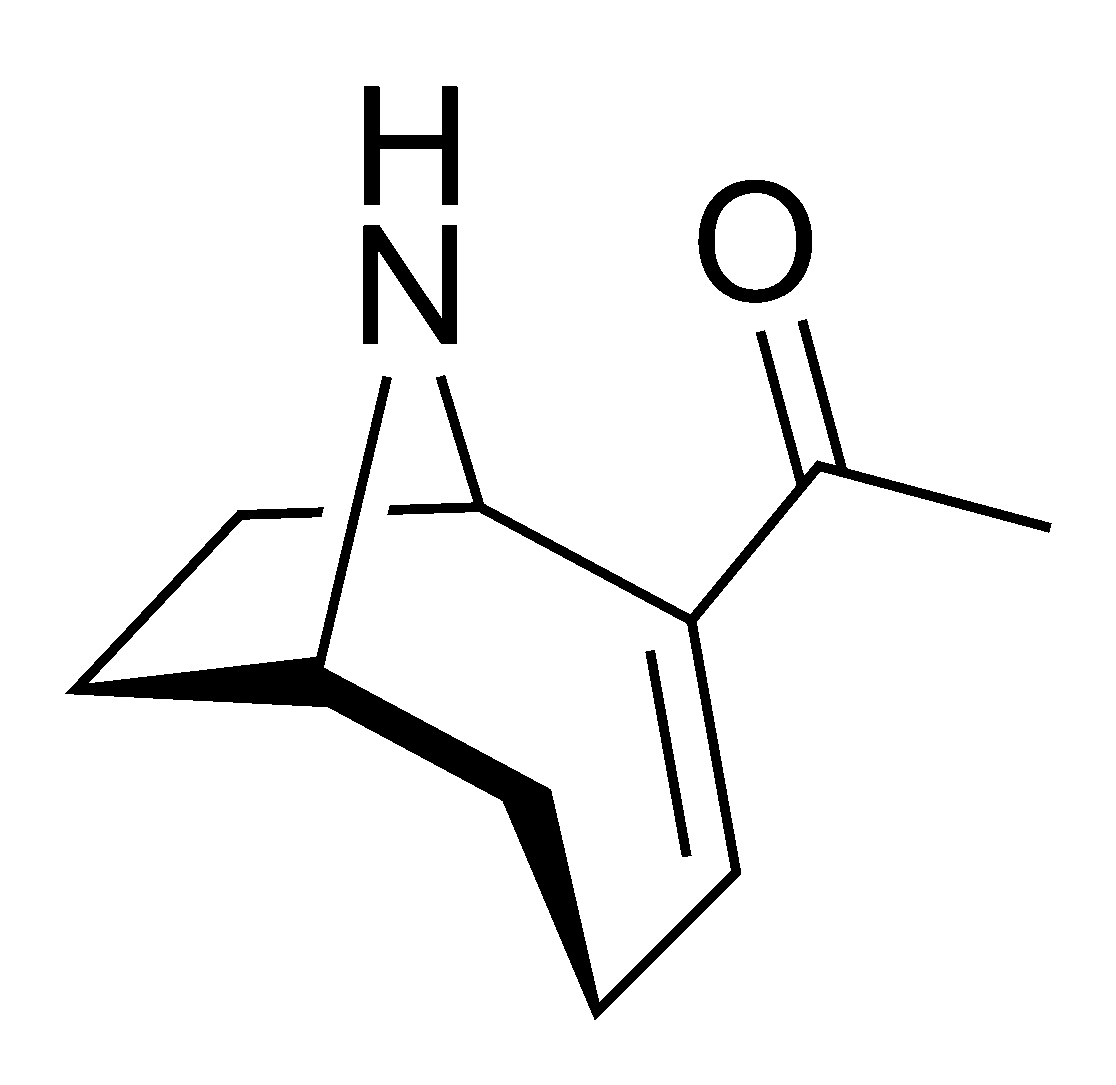
Anatoksyna-a

Anatoksyna-a jest alkaloidem podobnym do tropanu. Oddziałuje na synapsy trwale wiążąc się z receptorami acetylocholinowymi. LD50 dla myszy to 200 μg/kg. U kręgowców śmierć następuje w wyniku porażenia mięśni oddechowych, słabsze zatrucie wywołuje drżenie mięśni, dolegliwości brzuszne, problemy z równowagą.

### Anatoksyna-a(s) (guanitoksyna)

Anatoksyna-a(S)

Anatoksyna-a(s) jest alkaloidem zawierającym resztę fosforanową. Oddziałuje na synapsy hamując działanie acetylocholinoesterazy, co przypomina działanie insektycydów fosforanoorganicznych, na przykład parationu lub malationu. U kręgowców ma działanie podobne jak anatoksyna-a, jednak z charakterystycznym ślinotokiem. LD50: 20 μg/kg. Ponieważ budowa chemiczna, biosynteza i mechanizm działania anatoksyny-a i anatoksyny-a(S) są zupełnie inne, w 2020 r. zaproponowano nadanie drugiej substancji nazwy „guanitoksyna”

### β-Metyloamino-L-alanina

β-metyloamino-L-alanina

β-Metyloamino-L-alanina (BMAA) jest aminokwasem niebiałkowym. W organizmach może wiązać się z białkami zaburzając ich strukturę albo występować wolno. Wówczas, jako agonista kwasu glutaminowego (pełniącego funkcję neuroprzekaźnika), zachowuje się podobnie do kwasu domoikowego. Aminokwas ten może również z czasem odłączać się od związanych białek, działając jak tzw. zwolniona toksyna. BMAA podlega silnej bioakumulacji (podczas gdy w komórkach wytwarzającego go trzęsidła występuje w stężeniu 0,3 μg/g, w korzeniach jego gospodarza Cycas micronesica jest to 9 μg/g, a w tkankach roślinożernego nietoperza Pteropus mariannus aż 3556 μg/g). Gromadzenie w tkankach ludzkich jest jedną z możliwych przyczyn choroby opisanej jako zespół neurodegeneracyjny zachodniego Pacyfiku. Mechanizm tego działania może wynikać ze zmiany kształtu dysmutazy ponadtlenkowej SOD-1, po podstawieniu seryny przez BMAA.

### Botulina (jad kiełbasiany)

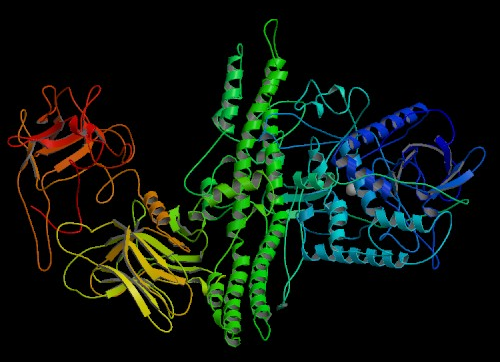
Toksyna botulinowa

Botulina jest mieszaniną kilku substancji białkowych. Dawka śmiertelna dla człowieka przy przyjęciu doustnym oceniana jest na około 1 μg/kg. Neurotoksyczność polega na blokowaniu wydzielania acetylocholiny, co prowadzi do paraliżu.

### Saksitoksyna i pochodne

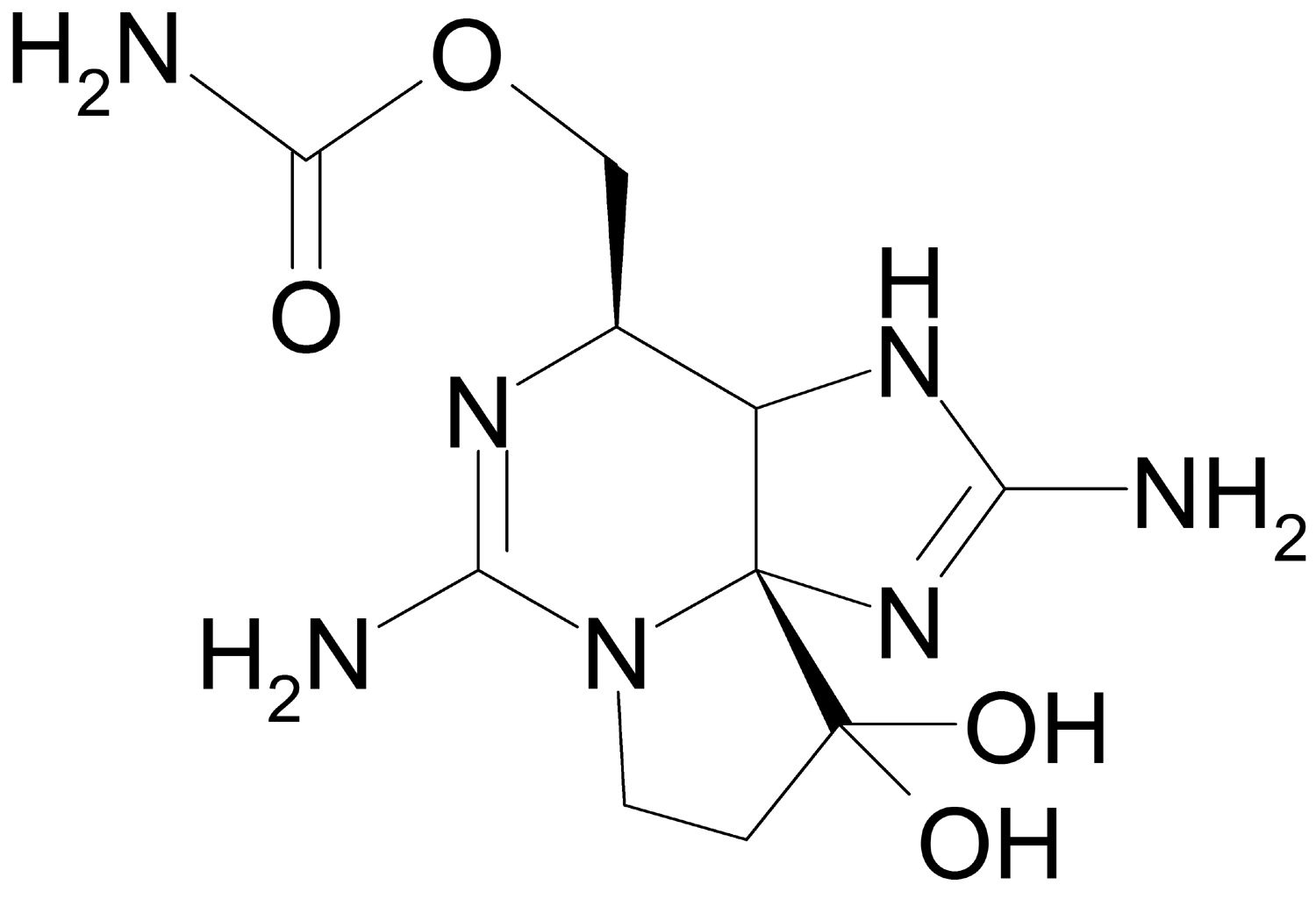
Saksitoksyna

Jady z grupy saksitoksyn (saksytoksyn) są alkaloidami. W odróżnieniu od anatoksyn podlegają bioakumulacji, więc do zatrucia dochodzi nie tylko z powodu bezpośredniego zetknięcia z wytwarzającymi je glonami, ale również po zjedzeniu zawierających je owoców morza. W takim wypadku objawy występują po kilku lub kilkudziesięciu minutach. Ze względu na charakter zatruć jednostka chorobowa określana bywa w anglojęzycznej literaturze jako paralytic shellfish poisoning (porażenna postać zatrucia toksynami mięczaków morskich). Saksitoksyny wyizolowane z Aphanizomenon flos-aquae bywają nazywane afanotoksynami. LD50 u myszy to 10 μg/kg przy podaniu dootrzewnowym i 260 μg/kg doustnie. Saksitoksyny oddziałują na aksony blokując kanały jonowe, a w konsekwencji przesyłanie sygnałów nerwowych. Powoduje to paraliż mięśni. Saksitoksyny zgromadzone w ciele mięczaków ulegają przetworzeniu, które może zwiększyć lub zmniejszyć ich toksyczność.